# 제1회 제주국제장애인인권영화제
제1회 제주국제장애인인권영화제는 2000년 4월 22일에 열린 시상식이다.

## 수상 및 후보

### 상영작
- 끝나지 않는 싸움-에바다 - 박종필
- 영화로 읽는 세상-또 다른 편견 장애
- 여성장애인 김진옥씨의 결혼이야기
- 그들도 우리처럼
- 그들의 사랑할 권리-정신지체인의 성과 결혼